# États généraux de 1789
Les états généraux de 1789 (du 5 mai au 27 juin) sont les 36es et derniers états généraux du royaume de France, convoqués par le roi Louis XVI le 8 août 1788.
Ils se composèrent de près de 1 200 députés élus, dans les pays d'élections, selon le règlement général du 24 janvier 1789 et les deux tableaux qui y sont annexés, et, dans les pays d'états, selon des règlements particuliers.
Les états généraux de 1789 sont les premiers états généraux du royaume depuis ceux de 1614. Ce sont aussi les derniers de l'Ancien Régime. Cette assemblée des trois ordres (clergé, noblesse et tiers état) est convoquée par le roi pour régler la crise financière.
Ils s'ouvrent, à Versailles, le 5 mai 1789. Le 27 juin, après l'échec de la séance royale du 23 juin, Louis XVI enjoint aux chambres des députés des deux premiers ordres — le clergé et la noblesse — de rejoindre celle du tiers état.
Depuis le 17 juin, celle-ci s'était constituée en Assemblée nationale, rejointe dans les semaines qui suivent par des membres du clergé et de la noblesse.
À la suite du serment du Jeu de paume du 20 juin, l'Assemblée nationale devient constituante, fonction qu'elle exerce à compter du 9 juillet et que Louis XVI lui reconnaît, le 5 octobre, en acceptant tant la Déclaration des droits de l'homme et du citoyen que les Articles de constitution qu'elle avait décrétés.

## Convocation des états généraux
En octobre 1787, « la monarchie s’engage à réunir les états généraux en 1792 » selon l'historien Jean-Clément Martin.
Le 5 juillet 1788, un arrêt « lance une consultation pour la tenue des états généraux ». Le 8 août 1788, le marasme financier et la dégradation de la situation dans tout le pays amènent Louis XVI à convoquer les états généraux du royaume pour le 1er mai 1789. Dès la fin de l'année 1788, « la liberté de la presse est établie de fait » : mémoires, libelles et périodiques sur la convocation prochaine se multiplient. Villes et villages français s'informent ainsi des débats sur la composition prochaine des États du royaume. Le 21 septembre, le Parlement de Paris annonce qu'ils sont dorénavant appelés à être convoqués fréquemment et selon les formes de 1614, à savoir par ordre. Cet avis fait s'évanouir l'image d'un parlement protecteur du Tiers face au « despotisme » des privilégiés.
Le 27 décembre 1788, le Conseil du roi décide que le bailliage serait l'unité électorale de base, qu'il y aurait au moins 1 000 députés en fonction de la population et du montant des contributions de chaque bailliage, et surtout qu'il y aurait doublement de la représentation du tiers état. La convocation des États généraux dure un mois et 21 jours.
L'élection des représentants a lieu de janvier à mai 1789 et suscite une participation très variable. Les représentants du tiers état sont désignés de façon indirecte. Seuls les habitants de plus de 25 ans, hommes et femmes, inscrits sur le rôle des impositions (il s'agissait d'être inscrit au rôle et pas nécessairement de payer des impôts) ont le droit de voter. Le 24 janvier, le roi adresse la lettre de convocation suivante :
Lettre de convocation des états généraux à Versailles

De par le Roi,

Notre aimé et féal.

Nous avons besoin du concours de nos fidèles sujets pour Nous aider à surmonter toutes les difficultés où Nous Nous trouvons relativement à l'état de Nos finances, et pour établir, suivant nos vœux, un ordre constant et invariable dans toutes les parties du gouvernement qui intéressent le bonheur de nos sujets et la prospérité de Notre royaume. Ces grands motifs Nous ont déterminé à convoquer l'Assemblée des États de toutes les provinces de notre obéissance, tant pour Nous conseiller et Nous assister dans toutes les choses qui seront mises sous nos yeux, que pour Nous faire connaître les souhaits et doléances de nos peuples, de manière que par une mutuelle confiance et par un amour réciproque entre le souverain et ses sujets, il soit apporté le plus promptement possible un remède efficace aux maux de l'État, que les abus de tous genre soient réformés et prévenus par de bons et solides moyens qui assurent la félicité publique et qui nous rendent à Nous particulièrement, le calme et la tranquillité dont Nous sommes privés depuis si longtemps.

Donné à Versailles, le 24 janvier 1789.

## Composition de l'assemblée

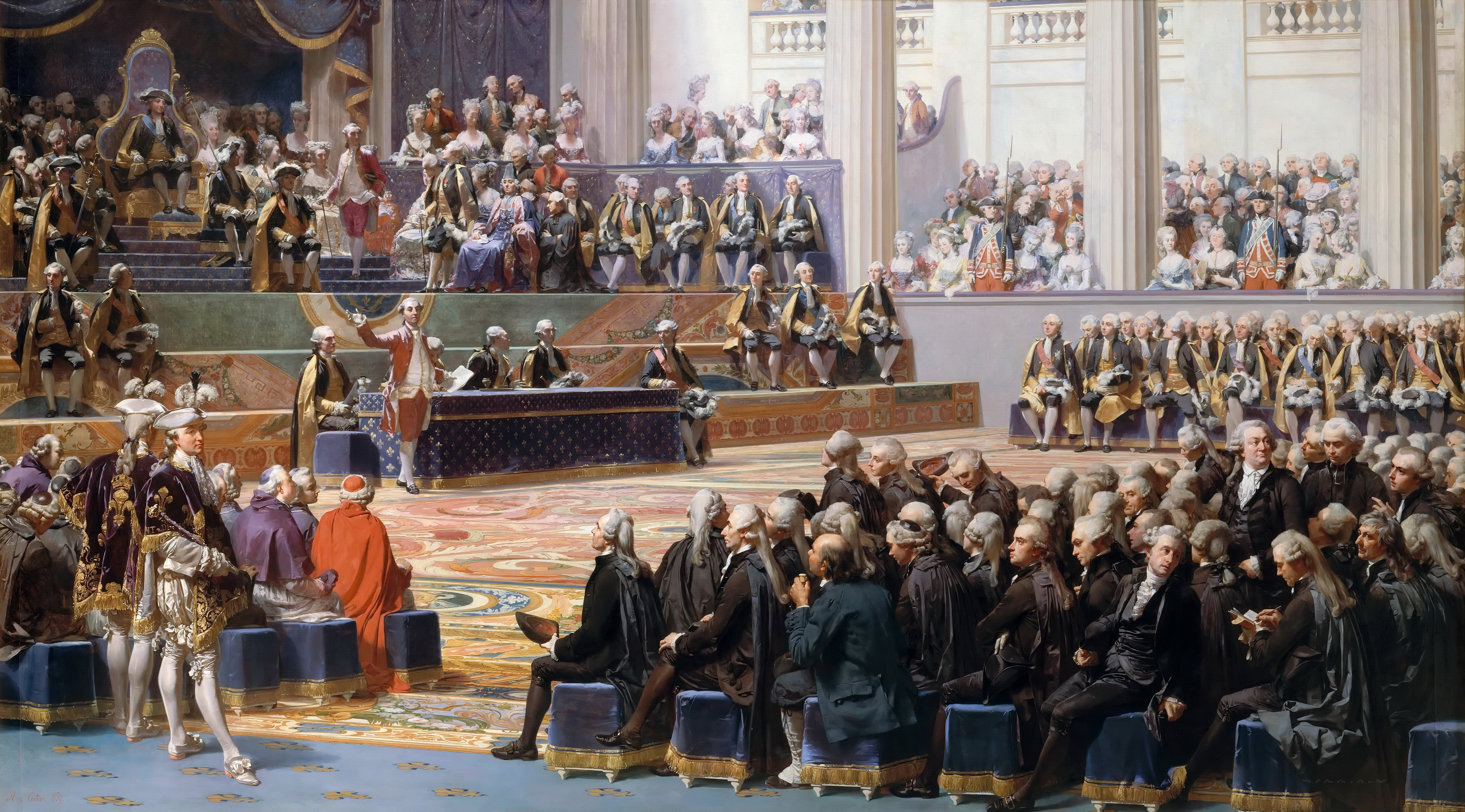
Ouverture des États généraux à Versailles, 5 mai 1789, Auguste Couder, 1839, musée de l'Histoire de France (Versailles).

Un édit royal du 24 janvier 1789 établit le règlement des États généraux. Il est envisagé plus d'un millier de délégués, dont la moitié du tiers état (quantité doublée par rapport aux deux autres ordres), mais les révisions ministérielles des directives électorales vont plutôt dans le sens d'une augmentation de ce nombre d'élus.
Les lettres de convocation aux États-généraux sont envoyées du 14 au 19 février, tout au moins pour les pays d'états. En mars débutent les assemblées électorales de bailliage et sénéchaussée, ainsi que la rédaction des cahiers de doléances. Pour Paris et sa prévôté, le règlement des élections est publié le 28 mars. Le doublement du tiers état décidé le 27 décembre 1788 prévoit explicitement « que le nombre des députés du tiers-état sera égal à celui des deux autres ordres réunis ». En outre, du fait du refus de la noblesse de Bretagne de s'y rendre, les députés du tiers état y sont finalement majoritaires. 
Plusieurs estimations du nombre de députés co-existent :
- 270 députés pour la noblesse (23,7 %), 291 pour le clergé (25,5 %) et 578 pour le tiers état (50,7 %), soit un total de 1 139 députés[13].
- 278 députés pour la noblesse (23,6 %), 295 pour le clergé (25,1 %) et 604 pour le tiers état (51,3 %), soit un total de 1 177 députés[10]. Cette estimation correspond au nombre de mandats validés à la date du 17 juin 1789, certains ne l'ayant pas encore été, comme ceux de la délégation parisienne[14].
- 330 députés pour la noblesse (25,1 %), 326 pour le clergé (24,7 %) et 661 pour le tiers état (50,2 %), soit un total de 1 317 députés[15], représentant le nombre total théorique de députés, comprenant 111 suppléants et 19 envoyés des colonies[14].

En juillet 1791, 183 députés auront disparu : 121 démissionnaires (dont 29 seulement remplacés), 28 morts (dont 16 seulement remplacés) et 34 absents sans justification.
Les doléances du tiers état évoquent le vote par tête et non par ordre, ce qui donnerait la majorité au tiers état et ferait peser les impôts sur le clergé et la noblesse. Cependant, le vote a traditionnellement lieu par ordre, le clergé et la noblesse sont majoritaires avec 2 ordres contre 1, et les nouveaux impôts ont toutes les chances de peser sur le tiers état. D'où l'importance de la décision du vote par ordre ou par tête soulevé par le tiers état dès le début des États généraux.
L'aristocratie conservatrice, mais qui souhaite en finir avec la monarchie absolue imposée par Louis XIV et incarnée par Louis XVI, et reprendre ainsi ses pouvoirs d'autrefois, est favorable au statu quo, le vote par ordre. Le haut-clergé (qui ne constitue qu'un quart des délégués du clergé) sous nette influence aristocratique et qui profite du système fiscal en place, désire également, majoritairement, le maintien du statu quo.
La grande majorité des délégués de la noblesse sont des nobles d'épée, des militaires, de haute lignée, venant des grandes villes. On y compte 38 magistrats.
Les délégués du clergé sont aux trois-quarts des prêtres de paroisses, des curés, qui éprouvent une certaine sympathie pour le tiers état et peuvent être plus hostiles envers le haut clergé (qui compte 46 prélats), mais ils gardent souvent une relation de déférence par rapport à leurs supérieurs ecclésiastiques.
Les délégués du tiers état sont essentiellement des juristes : 218 magistrats, 181 avocats, 39 petits officiers. Les négociants et manufacturiers constituent moins d'un sixième des délégués du tiers état, il n'y a aucun artisan. Quant aux ruraux, on compte quelques dizaines de laboureurs, propriétaires et marchands.

## Ouverture des états généraux

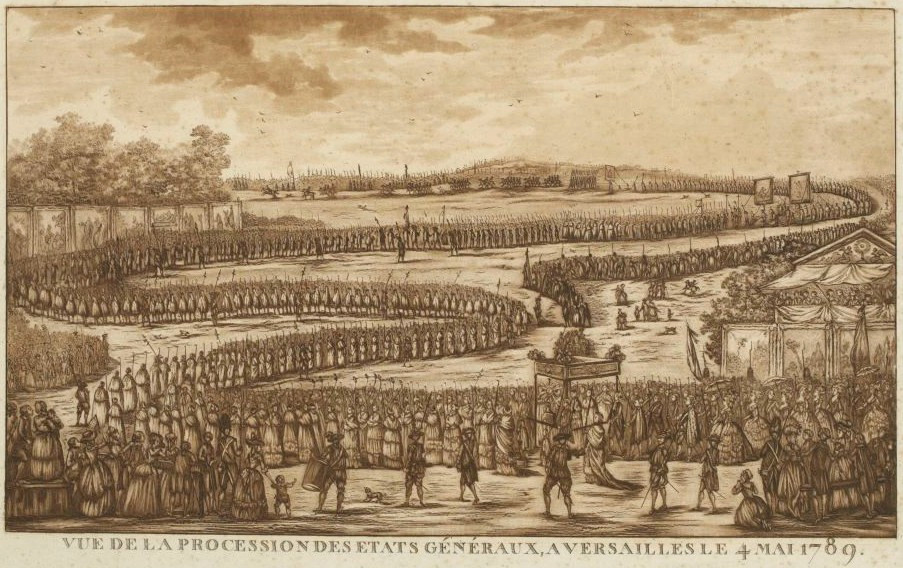
Procession dans Versailles le 4 mai, (musée de la Révolution française).

Les états généraux s'ouvrent le lundi 4 mai 1789 par une procession dite du Saint-Sacrement, dans les rues de Versailles qui part de l'église Notre-Dame et les conduit à l'église Saint-Louis. Tous les délégués ne sont pas encore arrivés : à cette procession, on en compte environ 800 dont 500 du tiers état. Une messe du Saint-Esprit est donnée, au cours de laquelle Anne-Louis-Henri de La Fare prononce le sermon d'usage, honneur que briguait Talleyrand. Sous les applaudissements du clergé et de la majorité du tiers, Anne de La Fare, l'évêque de Nancy, prononce le sermon de la messe d'ouverture des états généraux tout en critiquant à la fois le luxe de la cour et les prétentions des réformes.
Après ces préliminaires, le lendemain, mardi 5 mai à Versailles, a lieu l'ouverture de la séance royale organisée par le grand maître des cérémonies de France, Henri-Évrard, marquis de Dreux-Brézé, dans une salle provisoire à colonnes aménagée à l'hôtel des Menus Plaisirs et dénommée pour la circonstance « salle des trois ordres » érigée, dans l'urgence, par l'architecte Pierre-Adrien Pâris, derrière l'hôtel des Menus-Plaisirs de l'avenue de Paris,,.
La première séance, le 5 mai, est présidée par Louis XVI en personne, le clergé s'assied à la droite du trône, la noblesse à gauche, le tiers état en face. Les orateurs sont le roi, le garde des Sceaux, Barentin, et le ministre des Finances, Jacques Necker.

Le roi prononce d'un ton résolu et d'une voix forte, mais dure et sans grâce, un discours plutôt bien lu  : 

« Messieurs, ce jour que mon cœur attendait depuis longtemps est enfin arrivé et je me vois entouré des représentants de la nation à laquelle je me fais gloire de commander. Un long intervalle s’était écoulé depuis les dernières tenues des états-généraux et, quoique la convocation de ces assemblées parût être tombée en désuétude, je n’ai pas balancé à rétablir un usage dont le royaume peut tirer une nouvelle force et qui peut ouvrir à la nation une nouvelle source de bonheur.
La dette de l’État, déjà immense à mon avènement au trône, s’est encore accrue sous mon règne. Une guerre dispendieuse mais honorable en est la cause. L’augmentation des impôts en a été la suite nécessaire  et a rendu plus sensible leur inégale répartition. Une inquiétude générale, un désir exagéré d’innovations se sont emparés des esprits et finiraient par égarer totalement les opinions si on ne se hâtait de les fixer par une réunion d’avis sages et modérés. C’est dans cette confiance, Messieurs, que je vous ai rassemblés et je vois avec sensibilité qu’elle a déjà été justifiée par les dispositions que les deux premiers ordres ont montrées à renoncer à leurs privilèges pécuniaires. L’espérance que j’ai conçue de voir  tous les ordres, réunis de sentiments, concourir avec moi au bien général de l’État, ne sera point trompée. J’ai déjà ordonné dans les dépenses des retranchements considérables. Vous me présenterez à cet égard des idées que je recevrais avec empressement. Mais, malgré la ressource que peut offrir l’économie la plus sévère, je crains, Messieurs, de ne pas pouvoir soulager mes sujets aussi promptement que je le désirerais. Je ferai mettre sous vos yeux la situation exacte des finances et, quand vous l’aurez examinée, je suis assuré d’avance que vous me proposerez les moyens les plus efficaces pour y établir un ordre permanent et affermir le crédit public. Ce grand et salutaire ouvrage, qui assurera le bonheur du royaume au-dedans et sa considération au-dehors, vous occupera essentiellement.
Les esprits sont dans l’agitation, mais une assemblée de représentants de la nation n’écoutera sans doute que les conseils de la sagesse et de la prudence. Vous aurez jugé vous-mêmes, Messieurs, qu’on s’en est écarté dans plusieurs occasions récentes, mais l’esprit dominant de vos délibérations répondra aux sentiments d’une nation généreuse  et dont l’amour  pour ses rois a toujours fait le trait distinctif. J’éloignerai tout autre souvenir. Je connais l’autorité et la puissance d’un roi juste au milieu d’un peuple fidèle et attaché de tout temps aux principes de la monarchie. Ils ont fait la gloire et l’éclat de la France. Je dois en être le soutien et je le serai constamment. Mais tout ce qu’on peut attendre du plus tendre intérêt au bonheur public, tout ce qu’on peut demander à un souverain, le premier ami de ses peuples, vous pouvez, vous devez l’espérer de mes sentiments. Puisse, Messieurs, un heureux accord régner dans cette assemblée et cette époque devenir à jamais mémorable pour le bonheur et la prospérité du royaume ! C’est le souhait de mon cœur, c’est le plus ardent de mes vœux, c’est enfin le prix que j’attends de la droiture de mes intentions et de mon amour pour mes peuples. Mon garde des Sceaux va vous expliquer plus amplement mes intentions et j’ai ordonné au directeur général des Finances de vous en exposer l’état. »

.
Ce discours est applaudi à plusieurs reprises. On remarque que le roi emploie à plusieurs reprises le mot de nation et l'expression de représentants de la nation (et non des trois ordres) et laisserait entendre que leurs délibérations pourraient excéder le domaine financier. L'appel au calme est sans doute motivé par les agitations du printemps à Paris, notamment l'affaire Réveillon.
Après ce discours, Barentin, le garde des Sceaux, fait ensuite l'éloge du roi. Necker prononce enfin un discours qui fait prendre conscience aux députés de la situation financière désastreuse du royaume. Il fait apparaître que la situation générale en France est beaucoup plus confuse qu'on ne le pensait ; le gouvernement est totalement désorienté.
Seul le contrôleur des finances aborde les raisons pour lesquelles les états généraux sont réunis : le déficit du budget. Mais il affirme qu'il sera aisé d'y remédier. Il ne parle pas du problème qui préoccupe le plus les députés : le vote par ordre, ou par tête, à l'issue de la séance solennelle, qui conditionne toute réforme.

## Les dissensions

Jacques-Louis David, le serment du Jeu de paume (musée du château de Versailles).

Du 6 mai au 17 juin, les États généraux siègent, par ordre : les députés du clergé dans la chambre du clergé, ceux de la noblesse dans la chambre de la noblesse et ceux du tiers état dans une troisième chambre qui prend le nom de Communes.
Après les discours inauguraux décevants du roi et de Necker où les députés ne voient rien qui annonce les réformes espérées, les dissensions éclatent très rapidement sur la manière de voter. Le clergé et la noblesse souhaitent que le vote ait lieu par ordre, ce qui leur assure la majorité ; le tiers état réclame le vote par tête, ce qui lui assurerait l'égalité et que les débats aient lieu en commun. Le tiers état fait valoir qu'il représente à lui seul la Nation, et refuse ainsi de quitter la place. La mort du dauphin Louis-Joseph le 4 juin plonge la Cour dans le deuil et ne fait qu'aggraver les atermoiements du roi et augmenter la résolution des Communes. Le 10 juin, le tiers état, à l'initiative de l'abbé Sieyès, invite les députés des deux autres ordres à les rejoindre. Certains d'entre eux, des nobles libéraux (La Fayette) et des clercs proches du peuple, s'unissent au troisième ordre. On assiste ainsi à une révolution à caractère juridique : la suppression des ordres, face au roi, auxquels se substitue une représentation nationale en une seule assemblée. Le groupe ainsi constitué se proclame donc Assemblée nationale, sur la motion de l'abbé Sieyès, le 17 juin, car « il représente 96 pour cent de la nation », se donnant ainsi le pouvoir de consentir les impôts. Devant ce premier acte révolutionnaire, Louis XVI, contre l'avis du doyen du tiers état Bailly, fait fermer le 20 juin la salle des états que préside Necker, sous prétexte de travaux.
La nouvelle Assemblée nationale trouve, sur proposition du Dr Guillotin, un autre lieu de réunion à Versailles, la salle du Jeu de paume située au cœur du quartier du Vieux-Versailles. Lors de la séance dite du serment du Jeu de Paume, le 20 juin 1789, les députés promettent de ne pas se séparer avant d'avoir rédigé une constitution pour le pays : l'Assemblée nationale constituante siège ainsi jusqu'au 3 septembre 1791 et exerce en même temps le pouvoir législatif. Les députés du tiers état avaient été rejoints, le 22 juin par 149 députés du clergé, le surlendemain, par deux autres députés du clergé, le 25 juin, par neuf autres et une quarantaine de députés de la noblesse et, le lendemain, par trois députés du clergé.
Lors de la séance royale du 23 juin 1789, le roi ordonne la dispersion de l'Assemblée qu'il déclara anticonstitutionnelle. Le grand maître des cérémonies, le marquis de Dreux-Brézé va porter l'ordre à Bailly, doyen du tiers (les deux autres ordres ayant obéi au roi), lequel répond que « La Nation assemblée ne peut pas recevoir d'ordre ». Mirabeau aurait alors prononcé cette phrase célèbre : « Nous sommes ici par la volonté du peuple et nous n'en sortirons que par la force des baïonnettes ». La réponse de Mirabeau au marquis de Dreux-Brézé est en réalité un peu plus complète, :

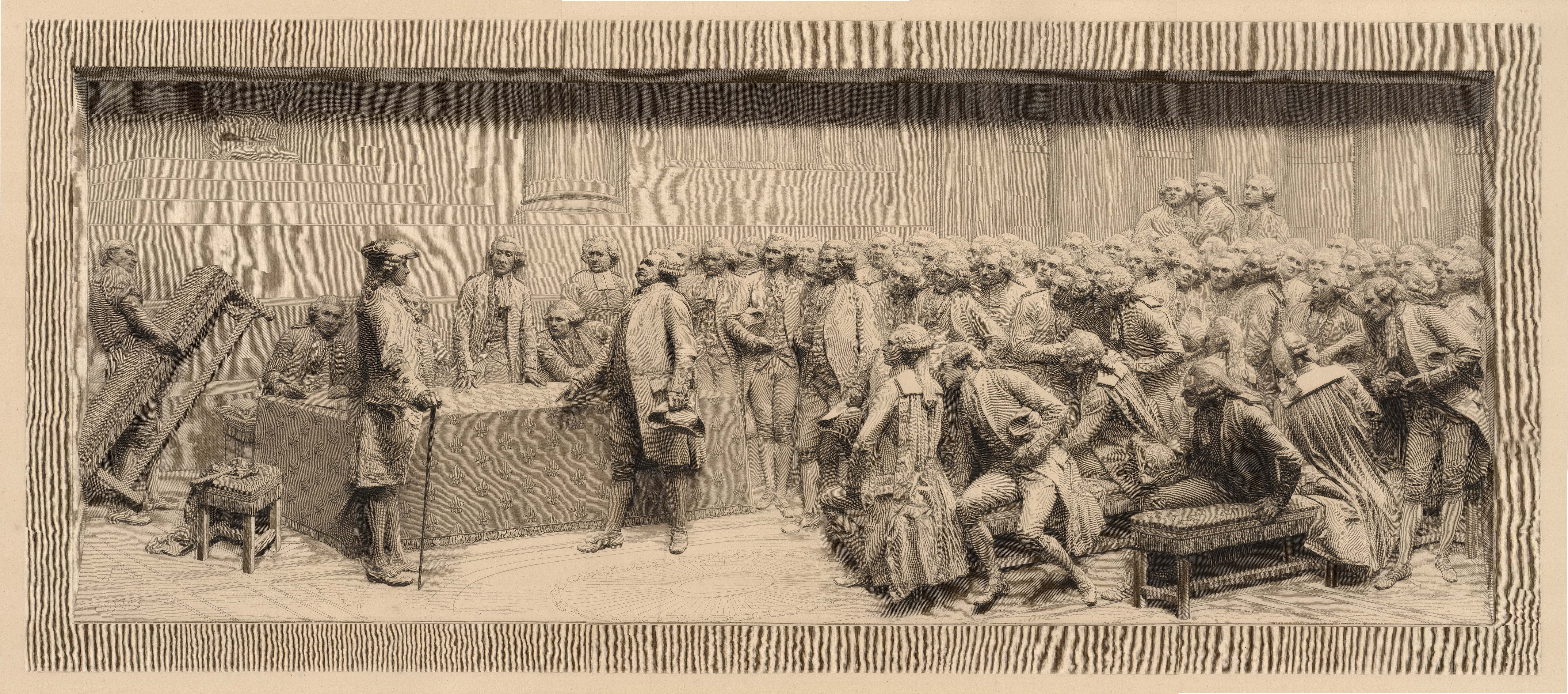
Mirabeau répondant à Dreux-Brézé (1889) Burin gravé par Alphonse Lamotte d'après le haut-relief de Jules Dalou (Salon de 1883).

Une révolution bourgeoise et pacifique venait ainsi de s'accomplir, une monarchie constitutionnelle se substituant au pouvoir royal d'Ancien Régime.
Louis Dufourny de Villiers, ingénieur de la Ville de Paris appelle à la convocation d'un « quatrième ordre : celui des pauvres journaliers, des infirmes, des indigents », etc., ou l'ordre sacré des infortunés qui, à l'époque, comprenait un nombre important de personnes.